# Casa de la Vila (Puigcerdà)
Casa de la Vila és una obra de Puigcerdà (Baixa Cerdanya) inclosa a l'Inventari del Patrimoni Arquitectònic de Catalunya.

## Descripció
Edifici de planta baixa, dos pisos i sota-coberta. La façana principal té una portada d'arc rebaixat. Hi ha un balcó corregut a la primera planta amb barana de ferro. Les obertures presenten guardapols de pedra, excepte la principal que és amb frontó i element heràldic de pedra. A la segona planta hi ha obertures quadrades amb llindes, brancals i ampits de pedra. La coberta presenta tres petites mansardes.
A la portada del carrer Querol, damunt la llinda, hi ha una peça de pedra amb data "1728" i una esquella gravada.
A la façana principal hi ha una làpida amb la inscripció de la poesia de Joan Maragall "A Muntanya. 1897".

## Història
Amb anterioritat a aquesta edificació, existia en aquest solar l'antic edifici del Consolat que fou incendiat el 1936, del qual es conserva una sala a la planta baixa amb una clau de volta al sostre amb l'escut de la vila.